# Берёзки-Чечельницкие
Берёзки-Чечельни́цкие (укр. Бері́зки-Чечельни́цькі) — село на Украине, находится в Чечельницком районе Винницкой области.
Население по переписи 2001 года составляет 990 человек. Почтовый индекс — 24834. Телефонный код — 4351.
Занимает площадь 4,7 км².

## Адрес местного совета
24834, Винницкая область, Чечельницкий район, с. Берёзки-Чечельницкие, ул. Ленина